# امانوئل اکپو
امانوئل اکپو (انگلیسی: Emmanuel Ekpo؛ زادهٔ ۲۰ دسامبر ۱۹۸۷) بازیکن فوتبال اهل نیجریه است.
از باشگاه‌هایی که در آن بازی کرده‌است می‌توان به کلمبوس کرو، باشگاه فوتبال انیمبا اینترناسیونال، و باشگاه فوتبال مولده اشاره کرد.
وی همچنین در تیم‌های ملی فوتبال زیر ۲۳ سال نیجریه و نیجریه بازی کرده‌است.